# Moutaz Neffati
Moutaz Neffati, född 4 september 2004 är en tunisisk fotbollsspelare (försvarare) som spelar för IFK Norrköping i Allsvenskan.

## Karriär
Moutaz Neffati är uppvuxen i Hageby i södra Norrköping och började tidigt spela fotboll i moderklubben Hageby IF. Som sjuåring bytte han klubb till IFK Norrköping där han de följande åren kom att gå igenom klubbens ungdoms- och akademilag.
Den 13 februari 2022 fick en 17-årig Neffati A-lagsdebutera för IFK Norrköping i träningsmatchen mot Örebro SK. Under sommaren tecknade han sedan ett lärlingskontrakt över ett och ett halvt år. Efter att ha spenderat stora delar av säsongen 2023 i föreningens U21- och P19-lag samt gjort några framträdanden för samarbetsklubben IF Sylvia i Ettan Norra fick Neffati debutera i Allsvenskan i årets sista hemmamatch. Mot Varbergs BoIS den 6 november 2023 hoppade han in halvvägs in i andra halvlek, i ett 0-3-underläge, och var sedan med om att vända till en 4-3-seger. Vändningen inleddes också av just Moutaz Neffati som stod för 1-3-reduceringen.
Bara dagar efter att gjort sin allsvenska debut vann Neffati P19 Allsvenskan med IFK Norrköping och han avrundade därefter säsongen med att göra sitt andra allsvenska framträdande. Kort efter att Allsvenskan avslutats meddelade IFK Norrköping att de tecknat ett treårigt A-lagskontrakt med Neffati.

## Statistik
| Klubb                                                     | Säsong            | Inhemsk liga      | Inhemsk liga | Inhemsk liga | Nat. täv. | Nat. täv. | Internat. täv. | Internat. täv. | Totalt | Totalt |
| Klubb                                                     | Säsong            | Serie             | SM           | Mål          | SM        | Mål       | SM             | Mål            | SM     | Mål    |
| --------------------------------------------------------- | ----------------- | ----------------- | ------------ | ------------ | --------- | --------- | -------------- | -------------- | ------ | ------ |
| IFK Norrköping                                            | 2023              | Allsvenskan       | 2            | 1            | 0         | 0         | 0              | 0              | 2      | 1      |
| IFK Norrköping                                            | 2024              | Allsvenskan       | 16           | 0            | 2         | 0         | 0              | 0              | 18     | 0      |
| IFK Norrköping                                            | 2025              | Allsvenskan       | 0            | 0            | 1         | 0         | 0              | 0              | 1      | 0      |
| IFK Norrköping                                            | Totalt i klubblag | Totalt i klubblag | 18           | 1            | 3         | 0         | 0              | 0              | 21     | 1      |
| IF Sylvia (lån)                                           | 2023              | Ettan Norra       | 7            | 0            | 0         | 0         | 0              | 0              | 7      | 0      |
| IF Sylvia (lån)                                           | Totalt i klubblag | Totalt i klubblag | 7            | 0            | 0         | 0         | 0              | 0              | 7      | 0      |
| KR (lån)                                                  | 2024              | Úrvalsdeild       | 5            | 0            | 0         | 0         | 0              | 0              | 5      | 0      |
| KR (lån)                                                  | Totalt i klubblag | Totalt i klubblag | 5            | 0            | 0         | 0         | 0              | 0              | 5      | 0      |
| Antal matcher och mål är korrekt per den 21 februari 2025 |                   |                   |              |              |           |           |                |                |        |        |